# Metzradts Hof
Metzradts Hof, auch als Schloss Niedersohland bezeichnet, war ein Herrenhaus in der sächsischen Gemeinde Sohland an der Spree. Es diente bis 1854 als Sitz der Grundherrschaft Niedersohland und wurde 1970 abgerissen.

## Geographie
Metzradts Hof befindet sich südlich des Frühlingsberges (352 m) neben der Brückmühle am rechten Ufer der Spree in der Ortslage Niedersohland.

## Geschichte
Ab 1487 setzte eine Zersplitterung des seit 1404 nachweislichen Rittergutes Sohland ein, die in der Mitte des 17. Jahrhunderts mit acht Herrensitzen ihren Höhepunkt erreichte. Eines dieser Güter war das Gut Niedersohland, daneben bestanden in Niedersohland noch zwei kleinere Herrensitze.
Im 17. Jahrhundert gehörte das Gut Niedersohland unter anderem den Familien von Eberhardt und von Rechenberg, bevor es an die Herren von Metzradt gelangte.
Um 1688 gehörte das Gut dem Hans Ernst von Metzradt, am Anfang des 18. Jahrhunderts Tugendreich von Metzradt und 1728 dem Kaspar Ernst von Metzradt. 1750 erwarb Friedrich Eberhard zu Solms-Sonnenwalde die Güter Niedersohland und Wendischsohland und vereinigte sie. Nachfolgender Besitzer war sein Sohn Friedrich Franz Xaver zu Solms-Sonnenwalde (1739–1803), der 1793 bei Äußerstniedersohland über der Mündung des Rosenbaches in die Spree ein neues Schloss erbauen ließ. Dieses brannte 1794 noch vor seiner Vollendung in Folge eines Blitzeinschlages ab und blieb eine Ruine. Friedrich Franz Xaver zu Solms-Sonnenwalde blieb unverheiratet und ohne Nachkommen. Die Rittergüter Nieder- und Wendischsohland fielen 1808 dessen Neffen Joseph Johann Graf von Seilern und Aspang (1752–1838) zu, dem zuvor durch Karl Heinrich Traugott von Gersdorff die Nachfolge streitig gemacht worden war. Joseph August Graf von Seilern und Aspang (1793–1861), der 1838 als Universalerbe seines kinderlosen Onkels auch die Güter Nieder- und Wendischsohland geerbt hatte,  verkaufte  diese 1842 an den sächsischen Kriegsminister Gustav von Nostitz-Wallwitz. 1854 erwarb Gustav von Nostitz-Wallwitz von Henriette von der Sahla die Güter Ober- und Mittelsohland und wurde damit zum Besitzer sämtlicher Sohlander Rittergüter, die er noch im selben Jahre vereinigte. Alleiniger Herrensitz wurde der Rote Hof in Mittelsohland. Metzradts Hof verlor damit seine Funktion als Herrensitz und wurde von der Familie von Nostitz-Wallwitz fast ein Jahrhundert unter der Bezeichnung Gut Niedersohland bzw. Niedergut Sohland als Wirtschaftshof genutzt. Letzter Eigentümer wurde Benno von Nostitz-Wallwitz, bis 1945. 
Nach Ende des Zweiten Weltkrieges folgte 1945/1946 während der Bodenreform die Enteignung der Familie von Nostitz-Wallwitz. Das Herrenhaus wurde 1970 abgerissen. Erhalten ist von der historischen Bausubstanz nur das nordwestliche Wirtschaftsgebäude.

## Beschreibung
Metzradts Hof war ein Vierseithof, bestehend aus dem Herrenhaus und Wirtschaftsgebäuden. An den Torsäulen und über dem Hauseingang waren gusseiserne wappengeschmückte Ofenplatten aus dem Jahre 1793 eingemauert, die nach 1794 aus der Brandruine des unvollendeten neuen Schlosses geborgen wurden.
An das einzig erhaltene historische Wirtschaftsgebäude schließen sich heute nach Südosten hin zwei neuzeitliche Gebäudeflügel an.